# Bitterfeld (district)
Districtul Bitterfeld a fost un district rural (în germană Landkreis) în landul Saxonia-Anhalt, Germania. Acum este inclus în districtul Anhalt-Bitterfeld.